# 訃報 1985年3月
訃報 1985年3月（ふほう 1985ねん3がつ）では、1985年（昭和60年）3月中に物故した、又は物故が報じられた人物についてまとめる。

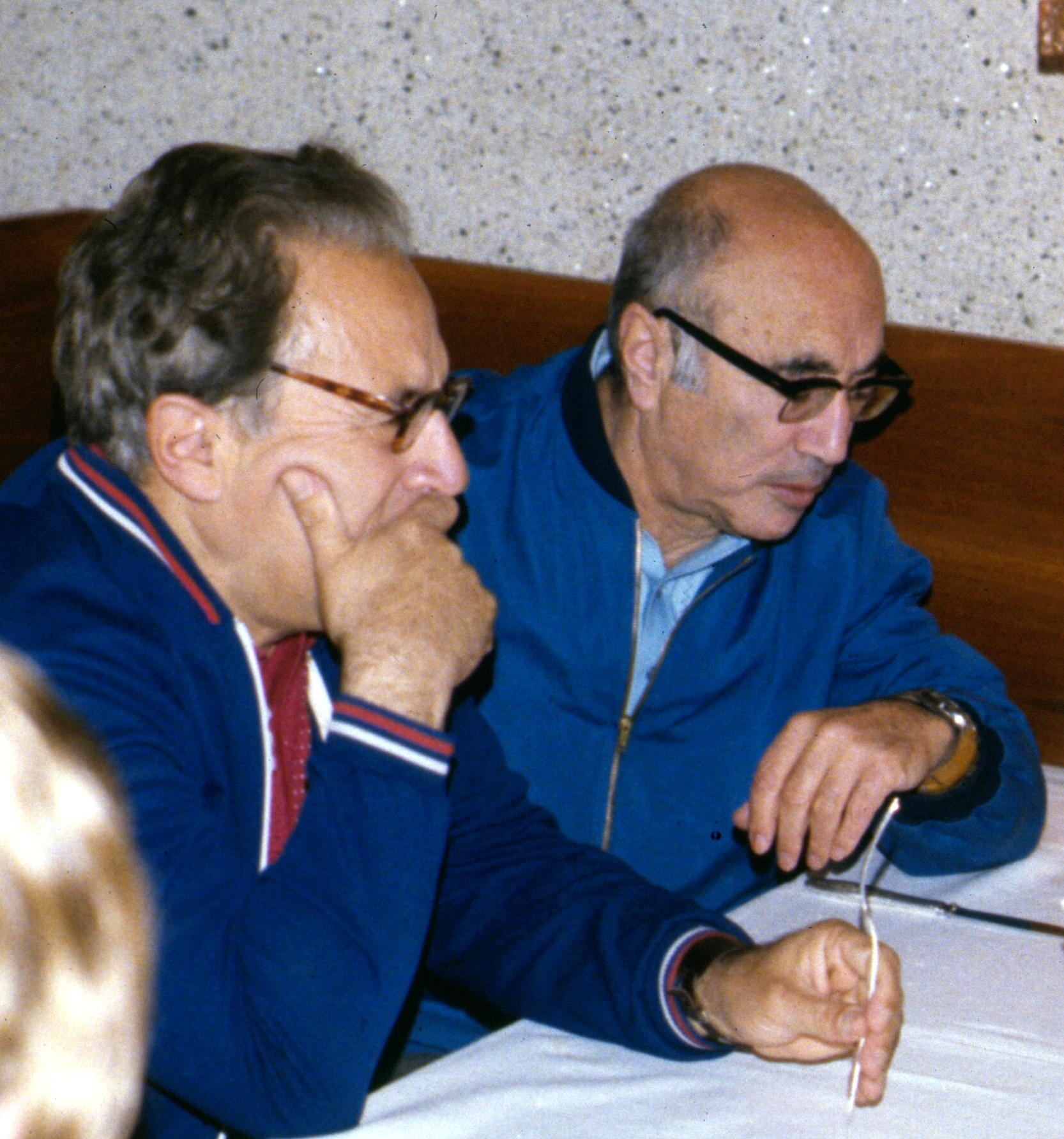
ヨシフ・シクロフスキー（左） / 3月3日没

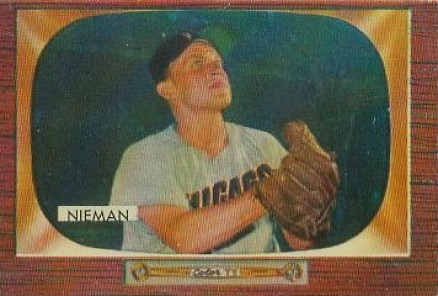
ボブ・ニーマン / 3月10日没

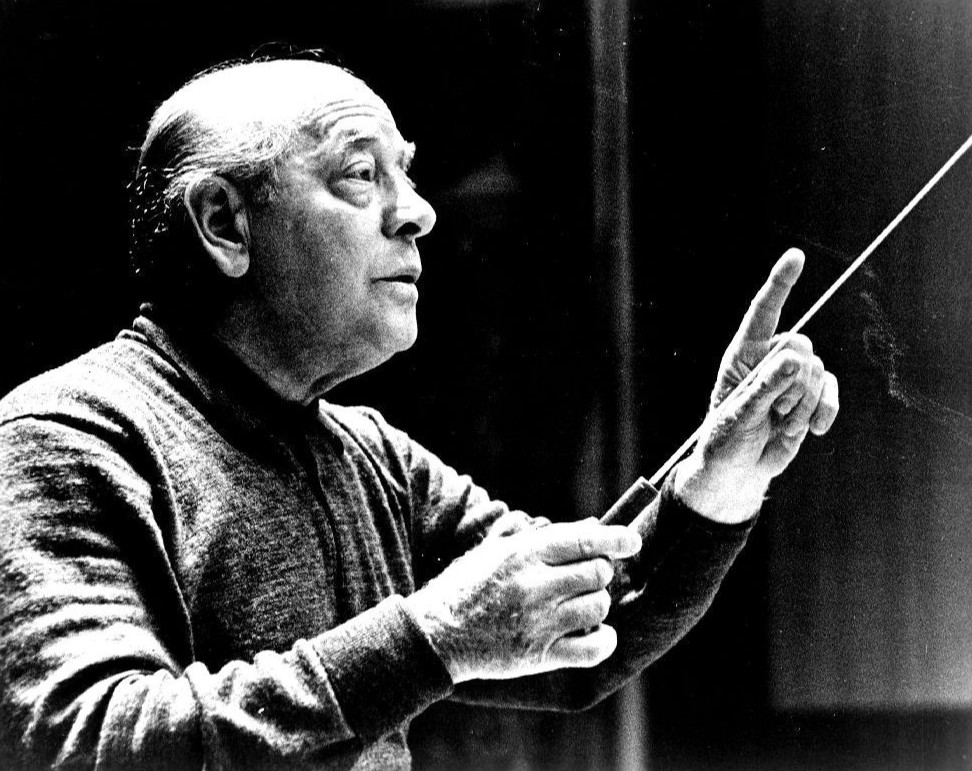
ユージン・オーマンディ / 3月12日没

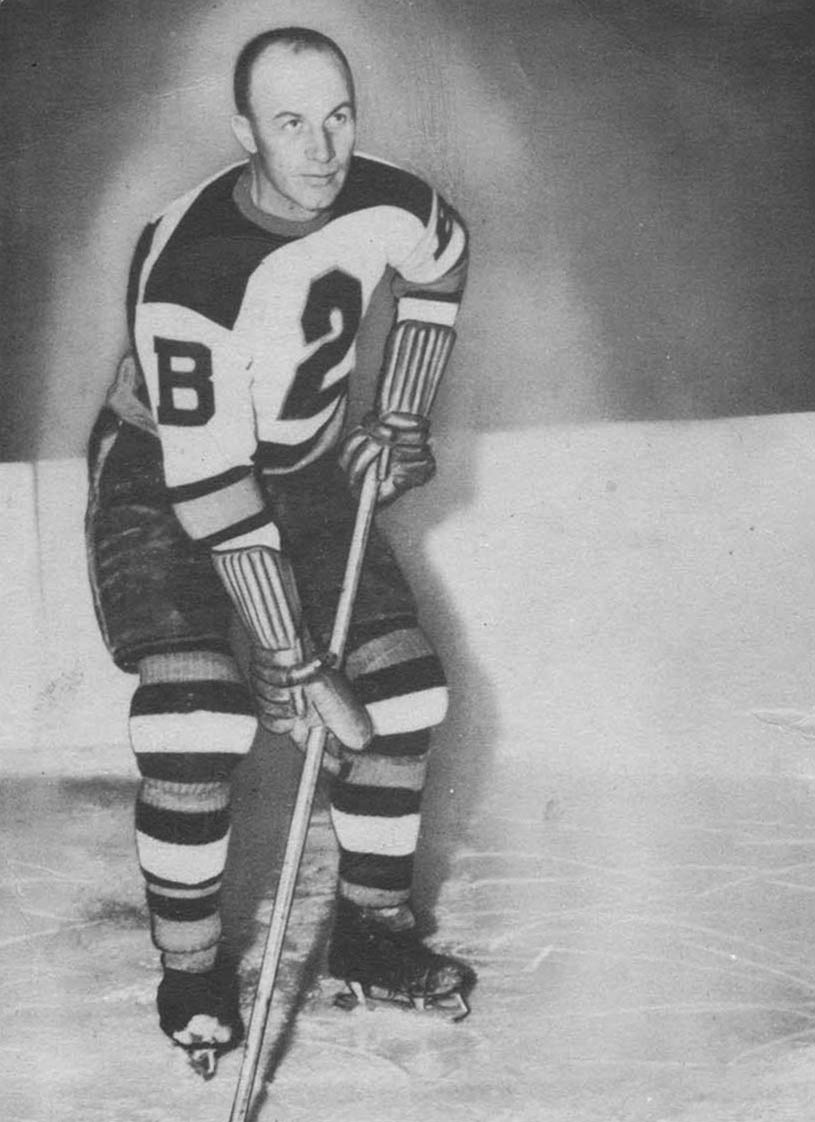
エディ・ショア / 3月16日没

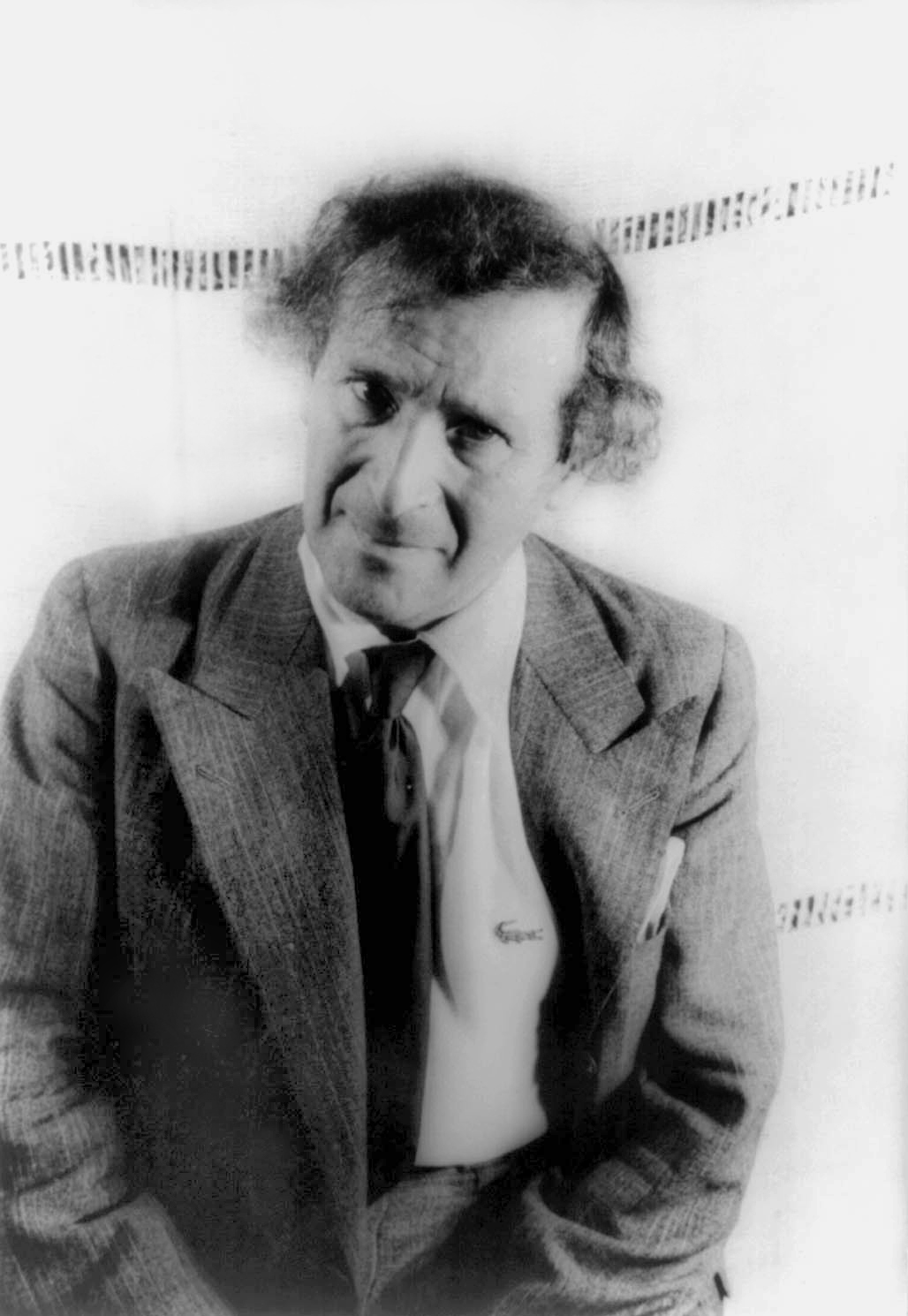
マルク・シャガール / 3月28日没

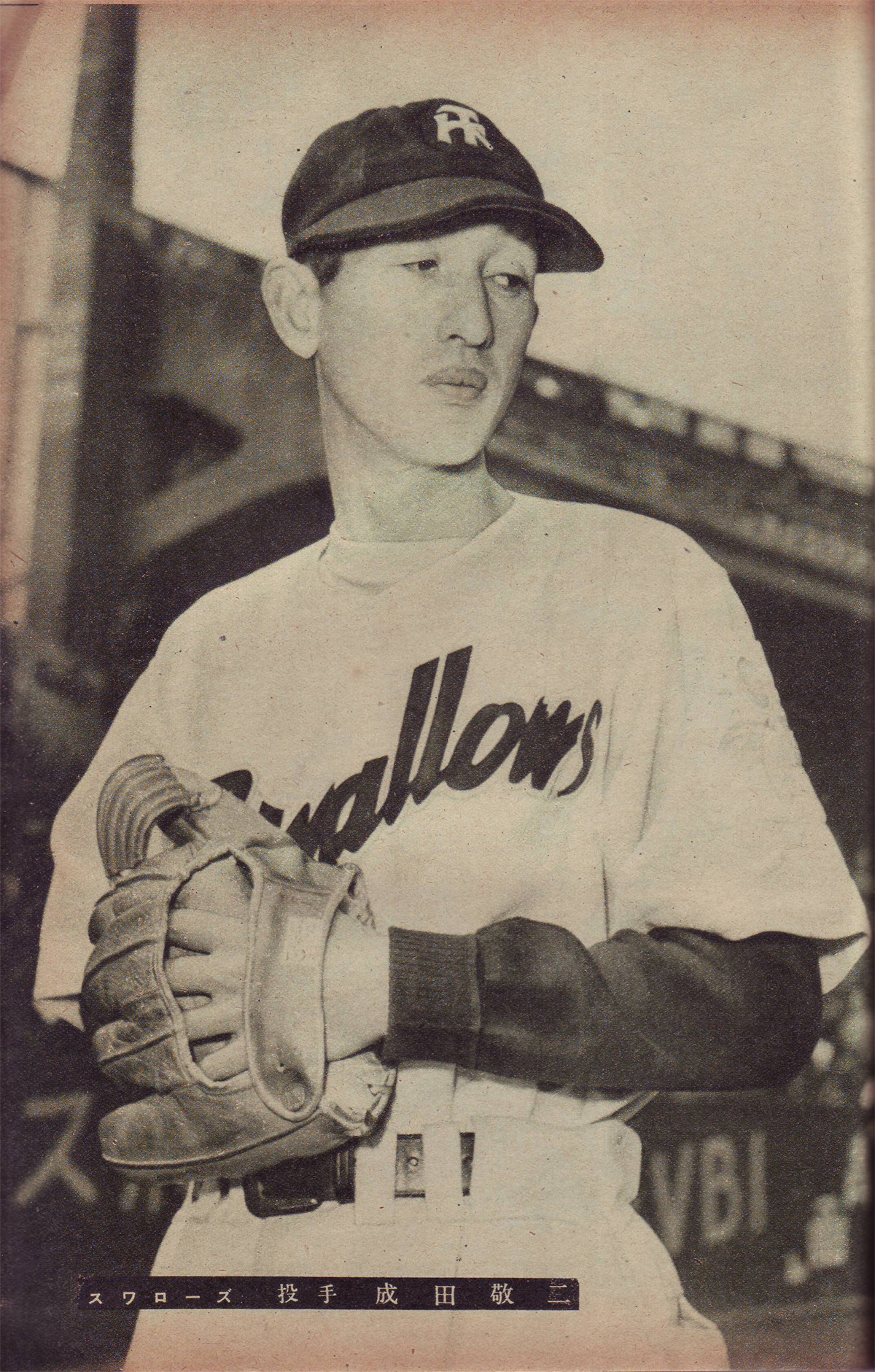
成田啓二 / 3月29日没

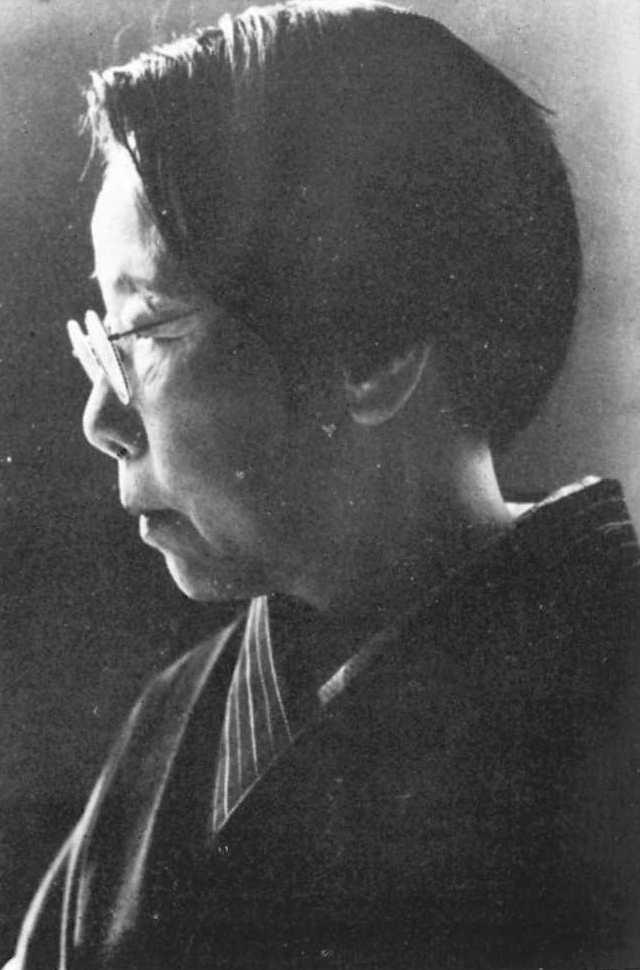
野上弥生子 / 3月30日没

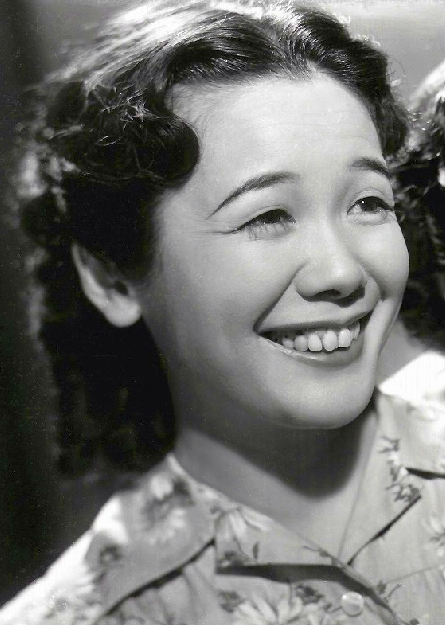
笠置シヅ子 / 3月30日没

## （1日 - 15日）
- 3月3日 - ヨシフ・シクロフスキー、天文学者（* 1916年）
- 3月7日 - 森銑三、歴史学者（* 1895年）
- 3月10日 - コンスタンティン・チェルネンコ、ソビエト連邦の指導者（* 1911年）
- 3月10日 - ボブ・ニーマン、プロ野球選手（* 1927年）
- 3月11日 - 佐々木勉、作曲家・作詞家（* 1938年）
- 3月12日 - ユージン・オーマンディ、指揮者（* 1899年）

## （16日 - 31日）
- 3月16日 - エディ・ショア、アイスホッケー選手（* 1902年）
- 3月19日 - 永沢富士雄、プロ野球選手（* 1904年）
- 3月22日 - アリスター・ハーディ、海洋生物学者（* 1896年）
- 3月23日 - 小池朝雄、俳優・声優（* 1931年）
- 3月28日 - マルク・シャガール、画家（* 1887年）
- 3月29日 - 成田啓二、プロ野球選手（* 1919年）
- 3月29日 - スール・スーリール、歌手（* 1933年）
- 3月30日 - 野上弥生子、小説家（* 1885年）
- 3月30日 - 笠置シヅ子、歌手（* 1914年）